# Мирке
Мирке (словен. Mirke) — поселення в общині Врхника, Осреднєсловенський регіон, Словенія. 
Висота над рівнем моря: 297,2 м.